# Tournoi de tennis de Vendée
L'Open de Vendée est un tournoi international de tennis professionnel faisant partie du circuit masculin Challenger. La première édition a eu lieu en 2013. Il se déroule au Vendéspace de Mouilleron-le-Captif et il se joue sur dur intérieur.

## Présentation
La compétition succède au tournoi Futures de La Roche-sur-Yon. Elle est organisée par l'Agence Deuce avec le soutien du Conseil général de la Vendée, la Ligue de tennis des Pays de Loire, la Fédération française de tennis, le Comité départemental de Vendée de tennis ainsi que par des partenaires privés. Elle se déroule au Vendéspace à Mouilleron-le-Captif. Nicolas Mahut est l'ambassadeur du tournoi.

## Historique
En 2013, le tournoi a rassemblé 18 000 spectateurs pour sa première édition.Nicolas Mahut, Michaël Llodra, Marc Gicquel et Florent Serra ont notamment participé à cette première édition du tournoi qui a été remportée par l'Allemand Michael Berrer. Le tournoi affiche alors une dotation globale de 64 000 euros et distribue 90 points ATP au vainqueur.
En 2015, le tournoi est marqué par la présence des Français Benoît Paire et Adrian Mannarino. Paire s'adjuge le titre contre Lucas Pouille et obtient le meilleur classement de sa carrière (19e).
L'année suivante, la dotation du tournoi passe à 85 000 € et avec 100 points ATP promis au vainqueur, le tournoi attire de nombreux joueurs du top 100 mondial et les meilleurs joueurs français.
Le Suédois Elias Ymer remporte le tournoi en 2017 puis conserve son titre l'année suivante. Son frère cadet Mikael lui succède en 2019.
En 2021, il y a eu 20 000 spectateurs pour la 8e édition. On note la présence de joueurs français connus tel que Lucas Pouille ou Gilles Simon.
Pour l'année 2024 de nombreux joueurs français sont présents notamment Harold Mayot, Quentin Halys et Lucas Pouille, le jeune joueur Dino Prižmić est aussi présent. Cette 11ème édition verra un nouveau record d'affluence de 24 000 spectateurs.

## Palmarès

### Simple
| Date       | Dotation                               | Vainqueur                              | Finaliste                              | Score                                  | Tableaux                               |
| ---------- | -------------------------------------- | -------------------------------------- | -------------------------------------- | -------------------------------------- | -------------------------------------- |
| 14-10-2013 | 64 000 €                               | Michael Berrer                         | Nicolas Mahut                          | 1-6, 6-4, 6-3                          |                                        |
| 03-11-2014 | 64 000 €                               | Pierre-Hugues Herbert                  | Marsel Ilhan                           | 6-2, 6-3                               |                                        |
| 09-11-2015 | 64 000 €                               | Benoît Paire                           | Lucas Pouille                          | 6-4, 1-6, 7-67                         |                                        |
| 07-11-2016 | 85 000 €                               | Julien Benneteau                       | Andrey Rublev                          | 7-5, 2-6, 6-3                          |                                        |
| 06-11-2017 | 85 000 €                               | Elias Ymer                             | Yannick Maden                          | 7-5, 6-4                               |                                        |
| 05-11-2018 | 85 000 €                               | Elias Ymer (2)                         | Yannick Maden                          | 6-3, 7-65                              |                                        |
| 07-10-2019 | 92 040 €                               | Mikael Ymer                            | Mathias Bourgue                        | 6-1, 6-4                               |                                        |
| 2020       | Édition annulée (pandémie de Covid-19) | Édition annulée (pandémie de Covid-19) | Édition annulée (pandémie de Covid-19) | Édition annulée (pandémie de Covid-19) | Édition annulée (pandémie de Covid-19) |
| 04-10-2021 | 66 640 €                               | Jiří Veselý                            | Norbert Gombos                         | 6-4, 6-4                               |                                        |
| 03-10-2022 | 67 960 €                               | Jelle Sels                             | Vasek Pospisil                         | 6-4, 6-3                               |                                        |
| 02-10-2023 | 118 000 €                              | Tomáš Macháč                           | Arthur Fery                            | 6-3, 6-4                               |                                        |
| 07-10-2024 | 120 950 €                              | Lucas Pouille                          | Quentin Halys                          | 6-4, 6-4                               |                                        |

### Double
| Date       | Vainqueurs                               | Finalistes                              | Score              |                 |
| ---------- | ---------------------------------------- | --------------------------------------- | ------------------ | --------------- |
| 14-10-2013 | Fabrice Martin Hugo Nys                  | Henri Kontinen Adrián Menéndez-Maceiras | 3-6, 6-3, [10-8]   |                 |
| 03-11-2014 | Pierre-Hugues Herbert Nicolas Mahut      | Tobias Kamke Philipp Marx               | 6-3, 6-4           |                 |
| 09-11-2015 | Sander Arends Adam Majchrowicz           | Aliaksandr Bury Andreas Siljeström      | 6-3, 5-7, [10-8]   |                 |
| 07-11-2016 | Édouard Roger-Vasselin Jonathan Eysseric | Johan Brunström Andreas Siljeström      | 61-7, 7-63, [11-9] |                 |
| 06-11-2017 | Andre Begemann Jonathan Eysseric (2)     | Tomasz Bednarek David Pel               | 6-3, 6-4           |                 |
| 05-11-2018 | Sander Gillé Joran Vliegen               | Romain Arneodo Quentin Halys            | 6-3, 4-6, [10-2]   |                 |
| 07-10-2019 | Jonny O'Mara Ken Skupski                 | Sander Arends David Pel                 | 6-1, 6-4           |                 |
| 2020       | Édition annulée                          | Édition annulée                         | Édition annulée    | Édition annulée |
| 04-10-2021 | Jonathan Eysseric (3) Quentin Halys      | David Pel Aisam-Ul-Haq Qureshi          | 4-6, 7-65, [10-8]  |                 |
| 03-10-2022 | Sander Arends (2) David Pel              | Purav Raja Divij Sharan                 | 61-7, 7-66, [10-6] |                 |
| 02-10-2023 | Robert Galloway Julian Cash              | Maxime Cressy Otto Virtanen             | 6-4, 5-7, [12-10]  |                 |
| 07-10-2024 | Marcelo Demoliner Christian Harrison     | August Holmgren Johannes Ingildsen      | 6-3, 7-5           |                 |